# Torneo di Wimbledon 1938
Il torneo di Wimbledon 1938 è stata la 58ª edizione del torneo di Wimbledon e terza prova stagionale dello Slam per il 1938. Si è giocato sui campi in erba dell'All England Lawn Tennis and Croquet Club di Wimbledon a Londra, in Gran Bretagna.

## Risultati

### Singolare maschile
Don Budge ha battuto in finale  Bunny Austin con il punteggio di 6–1 6–0 6–3.

### Singolare femminile
Helen Wills Moody ha battuto in finale  Helen Hull Jacobs con il punteggio di 6–4, 6–0.

### Doppio maschile
Donald Budge /  Gene Mako hanno battuto in finale  Henner Henkel /  George von Metasa con il punteggio di 6–4, 3–6, 6–3, 8–6.

### Doppio femminile
Sarah Palfrey Cooke /  Alice Marble hanno battuto in finale  Simonne Mathieu /  Billie Yorke con il punteggio di 6–2, 6–3.

### Doppio misto
Alice Marble /  Don Budge hanno battuto in finale  Sarah Palfrey Cooke /  Henner Henkel con il punteggio di 6–1, 6–4.